# Gabino Vázquez (Coahuila)
Gabino Vázquez (El Naranjo) es una antigua población y ejido localizada en el municipio de Cuatro Ciénegas en el estado mexicano de Coahuila.

## Localización y demografía
Gabino Vázquez se encuentra localizado en las coordenadas geográficas 26°56′14″N 102°36′31″O / 26.93722, -102.60861 y a una altitud de 1 143 metros sobre el nivel del mar. Se encuentra localizado en la zona desértica del oeste del estado de Coahuila y a una distancia aproximada de 55 kilómetros al oeste de la cabecera municipal, la ciudad de Cuatro Ciénegas de Carranza.
De acuerdo al Censo de Población y Vivienda realizado en 2010 por el Instituto Nacional de Estadística y Geografía, tenía una población total de 53 habitantes, de los que 30 son hombres y 23 son mujeres.

## Destrucción
El 6 de noviembre de 2015 el pueblo fue atacado y semistruido por un comando armado, dejando como saldo la destrucción de viviendas y edificios como la iglesia y la escuela del poblado. Sin embargo, las autoridades encabezadas por el gobernador Rubén Moreira Valdez rechazaron que los hechos fueran atribuibles al crimen organizado y señalaron se debían a una disputa entre particulares. En el censo de 2020 la localidad estaba deshabitada.